# El Mostapha Sahel
El Mostapha — ou Mostafa — Sahel, né le 5 mai 1946 à Oulad Frej près d'El Jadida et mort le 7 octobre 2012 à Rabat, était un diplomate et homme politique marocain.

## Biographie

### Carrière politique
El Mostapha Sahel a occupé plusieurs postes à hautes responsabilités, dont celui de directeur général du Fonds d'équipement communal (FEC) et de membre du conseil d'administration du Fonds arabe pour le développement économique et social.
Entre 1993 et 1997, il est ministre de la Pêche maritime et de la Marine marchande dans les gouvernements Lamrani VI, Filali I et Filali II. Lors du remaniement ministériel du 13 août 1997, il est nommé ministre de la Pêche maritime, des Affaires administratives et des Relations avec le Parlement dans le gouvernement Filali III, et ce jusqu'au 14 mars 1998.
Il est wali de la région de Rabat-Salé-Zemmour-Zaër de 2001 à 2002.
Le 7 novembre 2002, il devient ministre de l'Intérieur dans le gouvernement Jettou I, et ce jusqu'au 15 février 2006, date à laquelle il est remplacé par Chakib Benmoussa.
Il est ensuite nommé ambassadeur marocain auprès des Nations unies à New York. Le 21 janvier 2009, il est nommé par le roi Mohammed VI ambassadeur du Maroc en France.
Le 5 octobre 2011, il est nommé conseiller du roi Mohammed VI.